# Miroslav Župančić

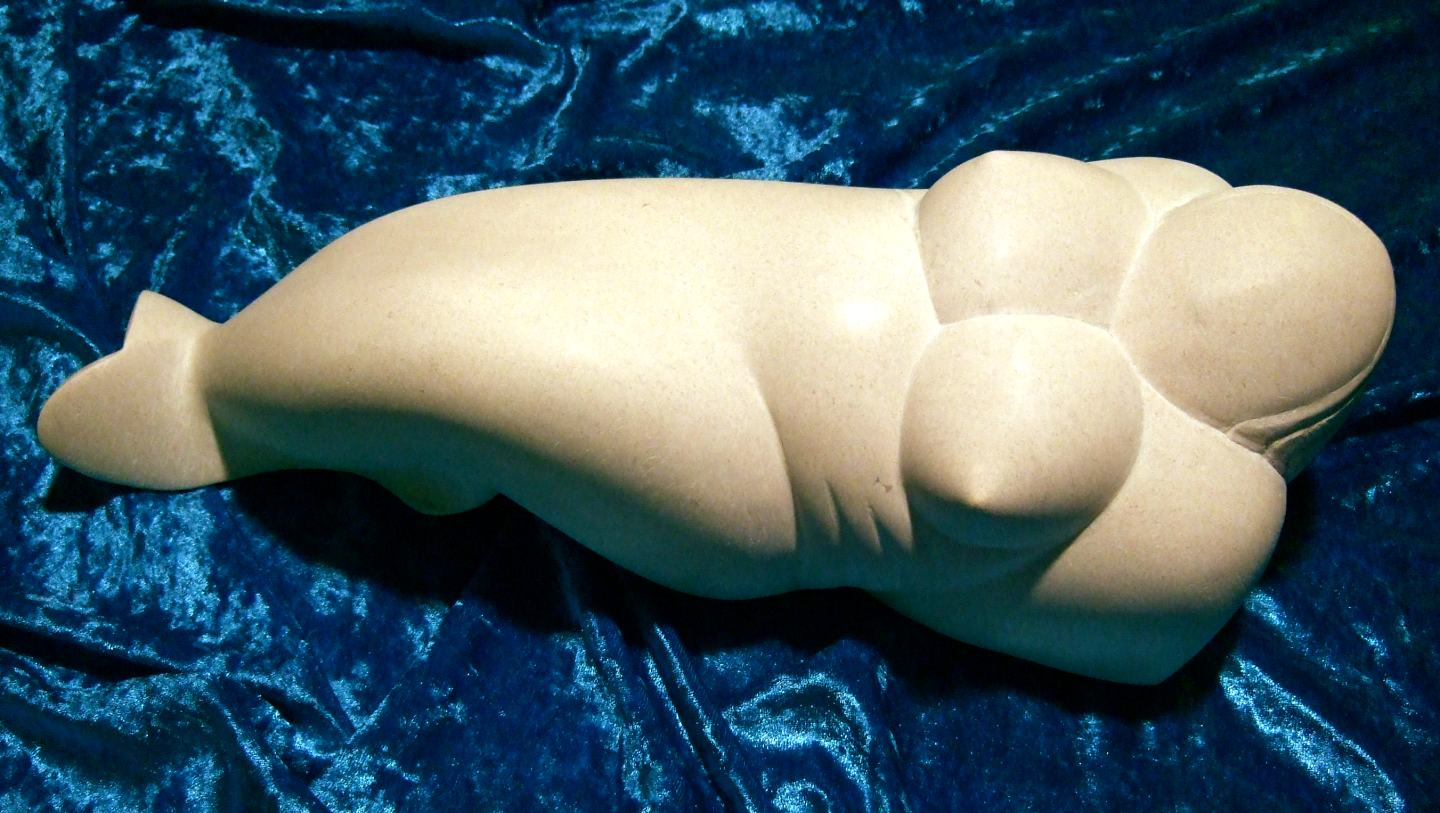
Sirena (Sjöjungfru)

 Miroslav Župančić, född 15 maj 1949 i Zenica i Bosnien och Hercegovina, är en kroatisk skulptör.
Miroslav Župančić började arbeta som bilmekaniker, och är sedan 1970 skulptör. Han bor och arbetar i Zagreb i Kroatien.